# Plainville (Massachusetts)
Plainville es un pueblo ubicado en el condado de Norfolk en el estado estadounidense de Massachusetts. En el Censo de 2010 tenía una población de 8.264 habitantes y una densidad poblacional de 277,02 personas por km².

## Geografía
Plainville se encuentra ubicado en las coordenadas 42°0′46″N 71°20′12″O / 42.01278, -71.33667. Según la Oficina del Censo de los Estados Unidos, Plainville tiene una superficie total de 29.83 km², de la cual 28.48 km² corresponden a tierra firme y (4.52%) 1.35 km² es agua.

## Demografía
Según el censo de 2010, había 8.264 personas residiendo en Plainville. La densidad de población era de 277,02 hab./km². De los 8.264 habitantes, Plainville estaba compuesto por el 94.2% blancos, el 1.06% eran afroamericanos, el 0.15% eran amerindios, el 3.12% eran asiáticos, el 0% eran isleños del Pacífico, el 0.41% eran de otras razas y el 1.05% pertenecían a dos o más razas. Del total de la población el 1.78% eran hispanos o latinos de cualquier raza.